# 43-as busz (Debrecen)

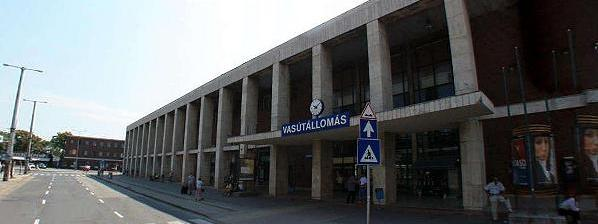
Nagyállomás

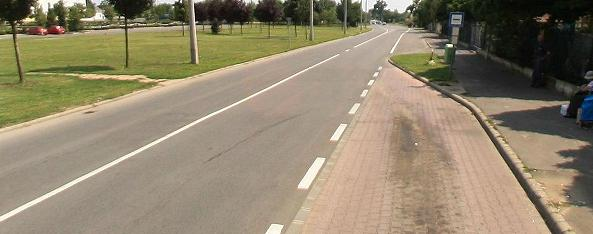
Kishatár utca

A debreceni 43-as jelzésű autóbusz a Nagyállomás és a Kishatár utca között közlekedik. Útvonala során érinti a belvárost, Nagyállomást, Dobozi lakótelepet, Brassai Sámuel Szakközépiskolát, Fórum Debrecent, Debrecen Plázát, Kölcsey Központot, Kenézy Gyula Kórházat, Tócósvölgy-Vasútállomást, Nagysándor József Általános Iskolát és a Nagy Sándor telepet.  
Jelenlegi menetrendje 2011. július 1-jétől érvényes.

## Története
1948. május 3-án a Rákosi telepet (mai Nagysándor telep) is bekötötték a vonalhálózatba egy Városháza – Rákosi telep között közlekedő járattal. A járat a Városháza – Széchenyi utca – Nyugati utca – Kishegyesi út – Pósa utca útvonalon közlekedett. 1953. május 25-én körjárattá alakult át a járat, az útvonala pedig Rózsa utca – Széchenyi utca – Nyugati utca – Kishegyesi út – Pósa utca – Kunhalom utca – Bartók Béla út – Mester utca – Bethlen utca – Hatvan utca – Piac utca – Rózsa utca lett. Ellenirányú körjárat is indult, mely a hurkot fordítva járta be. 1955. május 9-én a Nagysándor telepet a Kishegyesi út felől megközelítő járat 2-es, a Bartók Béla út felől megközelítő járat 3-as jelzést kapott. 1959-ben összevonták az 1-es, 1A, 2-es és 3-as járatokat. Az új 12-es járat a Sólyom utcától indult és a Vámospércsi út – Faraktár utca – Kossuth utca – Széchenyi utca – Nyugati utca – Kishegyesi út – Pósa utca – Kunhalom utca – Bartók Béla út – Mester utca – Bethlen utca – Hatvan utca – Piac utca – Kossuth utca – Faraktár utca – Vámospércsi út útvonalon ért vissza a Sólyom utcához, a 13-as busz pedig a Zádor utcától indult és a Létai út – Vámospércsi út – Faraktár utca – Kossuth utca – Piac utca – Hatvan utca – Bethlen utca – Mester utca – Bartók Béla út – Kunhalom utca – Pósa utca – Kishegyesi út – Nyugati utca – Széchenyi utca – Kossuth utca – Faraktár utca – Vámospércsi út – Létai út útvonalon ért vissza a Zádor utcához. 1960-ban a 12-es 1-es, a 13-as pedig 2-es jelzést kapott. 1961-ben a vonalakat szétvágták, visszaállt az 1959 előtti állapot, viszont a belső végállomás a Kossuth térre került. A 60-as évek második felében a végállomás a Bajcsy Zsilinszky utcára kerül át. 1979. február 24-én a belső végállomás az Attila térre került át. 1988-tól az Attila tér és a Segner tér között a 2-es a Segner tér felé, a 3-as pedig az Attila tér felé az Attila tér – Szent Anna utca – Klaipeda utca – Rákóczi utca – Hunyadi utca – Bethlen utca – Hatvan utca – Segner tér útvonalon közlekedett. 1991. június 3-án a füzesabonyi vasútvonal kihelyezésekor megváltozott a 2-es és 3-as busz útvonala. Megszűnt az eddigi körjárat rendszer, innentől kezdve a két járat már két különböző útvonalon érte el a Nagysándor telepet. A 3-as busz új útvonala Attila tér – Szent Anna utca – Klaipeda utca – Burgundia utca – Rákóczi utca – Hunyadi utca – Mester utca – Bartók Béla út – Szotyori utca – Kishegyesi út – Pósa utca – Kishatár utca lett. 3Y jelzéssel új járat indult, mely betért a Tócóvölgy vasútállomáshoz. Június 27-től a 3Y járat megszűnt, a vasútállomást pedig a 3-as busz szolgálta ki, mivel innentől kezdve már a Szotyori utca helyett a Tócóvölgy vasútállomásnál közlekedik. 1996-ban az Attila tértől a Wesselényi utcán keresztül a Nagyállomásig hosszabbították. 1999-ben kapta meg jelenlegi útvonalát.

## Járművek
A viszonylaton Alfa Cívis 12 szóló buszok közlekednek, de tanítási időszakban reggel 6:55-kor Alfa Cívis 18 csuklósbusz indul.

## Útvonala
| Kishatár utca felé | Nagyállomás felé |
| --- | --- |
| Nagyállomás vá. – Wesselényi utca – Hajnal utca – Munkácsy Mihály utca – Víztorony utca – Ótemető utca – Rakovszky Dániel utca – Csapó utca – Rákóczi utca – Hunyadi János utca – Mester utca – Bartók Béla út – Kunhalom utca – Kishegyesi út – Pósa utca – Torockó utca – Kishatár utca vá. | Kishatár utca vá. – Torockó utca – Pósa utca – Kishegyesi út – Kunhalom utca – Bartók Béla út – Mester utca – Mester utca – Hunyadi János utca – Rákóczi utca – Csapó utca – Rakovszky Dániel utca – Ótemető utca – Víztorony utca – Arad utca – Faraktár utca – Hajnal utca – Wesselényi utca – Nagyállomás vá. |

## Megállóhelyei
| 0  | Nagyállomás végállomás                | 33 | 1, 2 10, 10A, 10Y, 14, 16, 18, 18Y, 21, 30, 30A, 30I, 30N, 37, 39, 42, 42A, 44, 46, 46E, 46H, 47, 47Y, 48, 49, 49Y, 146, A1, Airport1 5, 5A Helyközi buszok |
| 2  | Wesselényi utca                       | 32 | 15, 15Y, 16, 21, 30, 30A, 30N, 37, A1 5, 5A Helyközi buszok                                                                                                 |
| 4  | Hajnal utca                           | 30 | 15, 15Y, 16, 19, 21, 25, 25Y, 37, 41, 41Y, 45, 125, 125Y, A1 4, 5, 5A Helyközi buszok                                                                       |
| 7  | Munkácsy Mihály utca                  | ∫  | A1 4, 5, 5A |
| 8  | Dobozi lakótelep                      | 27 | A1 4, 5, 5A |
| 9  | Brassai Sámuel SZKI                   | 26 | A1 4, 5, 5A |
| 11 | Ótemető utca                          | 25 | 19, A1 4, 5, 5A |
| 14 | Bercsényi utca                        | 22 | 11, 22, 22Y, 24, 24Y 3, 3A |
| 15 | Berek utca                            | 21 | 11, 22, 22Y, 24, 24Y 3, 3A |
| 16 | Rákóczi utca (↓) Csapó utca (↑)       | 20 | 11, 15, 15Y, 22, 22Y, 24, 24Y 3, 3A |
| ∫  | Kálvin tér                            | 18 | 1, 2 11, 15, 15Y, 24, 24Y |
| 18 | Kölcsey Központ (Hunyadi János utca)  | 16 | 2 10, 10A, 10Y, 11, 13, 14, 15, 15Y, 22, 22Y, 24, 24Y, 33                                                                                                   |
| 20 | Mester utca                           | 14 | 2 11, 12, 14, 15, 15Y |
| 22 | Károli Gáspár tér (↓) Vendég utca (↑) | 13 | 11, 12, 14, 15, 15Y, 22, 22Y, 24, 24Y, 33E, 34, 35, 35Y, 36, 42, 42A                                                                                        |
| 23 | Kenézy Gyula Kórház                   | 10 | 14, 42, 42A |
| 24 | Vág utca                              | 8  | 42, 42A |
| 25 | Bartók Béla út                        | 7  | 42, 42A |
| 26 | Köntösgát sor                         | 6  | |
| 27 | Tócóvölgy, vasútállomás               | 5  | Tócóvölgy |
| 28 | Tegez utca                            | ∫  | 17, 17A, 42, 42A, 46, 46H |
| 29 | Pósa utca                             | 3  | 17, 17A, 42, 42A, 46, 46E, 46H, 146 |
| 30 | Világos utca                          | 2  | 42, 42A |
| 30 | Torockó utca                          | 1  | 42, 42A |
| 31 | Házgyár utca                          | 0  | 21, 42, 42A |
| 32 | Kishatár utca végállomás              | 0  | 42A, A1 |

## Járatsűrűség
A járatok 4.55 és 22.40 között indulnak. Tanítási időszakban és tanszünetben is a járatok egyformán közlekednek, kivéve tanítási időszakban reggel 6 és 7 órakor + 1 járat indul. Minden órában 2 járat indul, kivéve: 4,20,21 és 22 órakor. Hétvégén Reggel a Nagyállomástól 4 órakor illetve a Kishatár utcáról 5 órakor nem indítanak járatot. Hétvégén óránként csak 1 járat indul, kivéve 6-tól 14 óráig 2 járat indul. Ünnepnapkor 5 órakor nem indul járat, de utána minden órában indítanak 1 járatot.
Pontos indulási idők itt.